# Leuna
Leuna är en stad i Saalekreis i förbundslandet Sachsen-Anhalt i Tyskland. Leuna är känt för den kemiska fabriken Leunawerke som är en av de stora produktionsanläggningarna i området Mitteldeutsches Chemiedreieck.

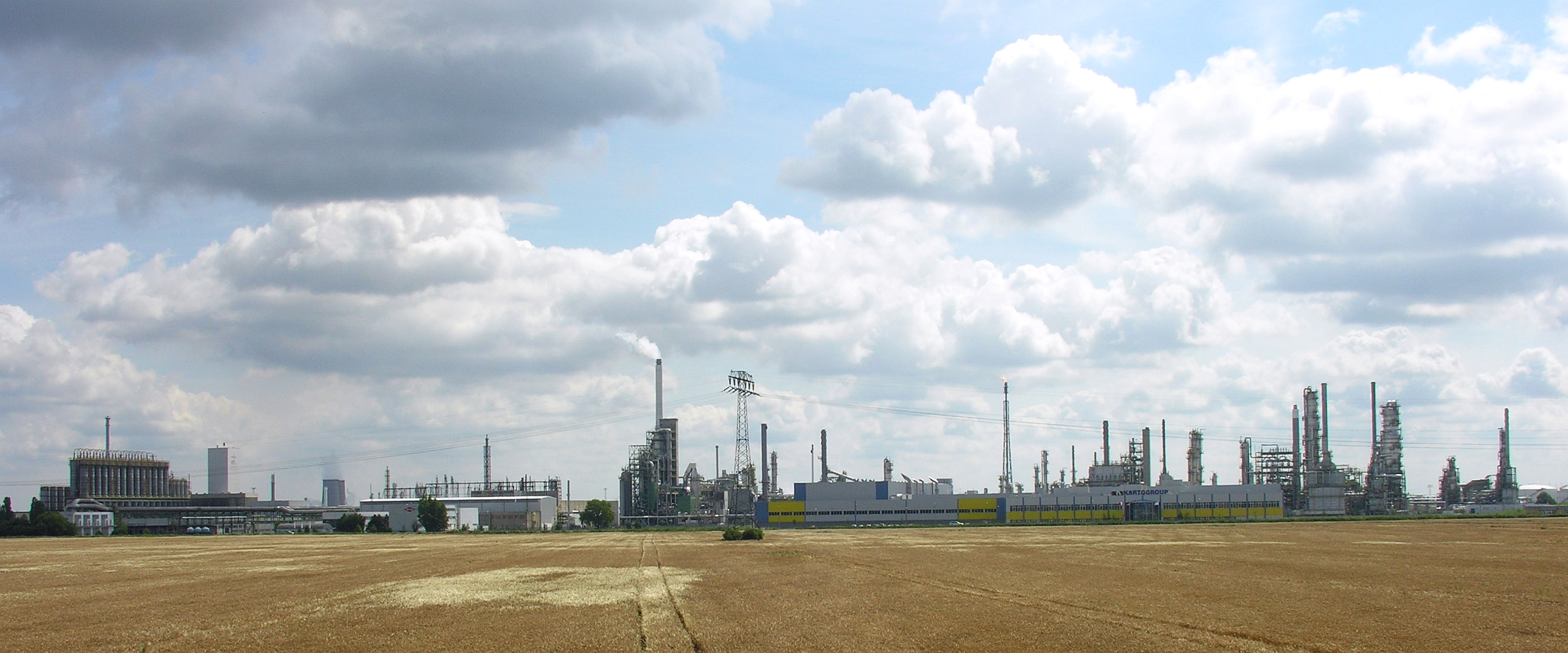
Industriområdet InfraLeuna (tidigare: Leunawerke)